# Фишер, Джон Арбетнот
Сэр Джон Арбетнот «Джеки» Фишер, 1-й барон Фишер оф Кильверстоун (англ. John Arbuthnot 'Jacky' Fisher), GCB, OM, GCVO (25 января 1841 года, Цейлон — 10 июля 1920 года, Лондон) — адмирал Королевского Британского военно-морского флота, оказывавший огромное влияние на тактику, стратегию, развитие и материально-техническое оснащение Королевского военно-морского флота Великобритании.

## Биография
Сын плантатора. Рыцарь Большого Креста (1894), барон (1909). В службе (кадет, 1854), лейтенант (1860), контр-адмирал (1890), вице-адмирал (1896), адмирал (1902) и адмирал флота Великобритании (1905).
Участвовал в Крымской (1853—1856) и англо-китайской (1859—1860) войнах, египетской экспедиции (1882). Директор Департамента морской артиллерии (1886—1891). Адмирал-суперинтендант Портсмутских доков (1891). 3-й лорд Адмиралтейства (1892—1897).
Главнокомандующий Североамериканской и Вест-Индской станцией (1897—1899). Главнокомандующий Средиземноморским флотом (1899—1902). Главнокомандующий в Портсмуте (1903−1904). Первый морской лорд c 20 октября 1904 года по 25 января 1910 года и в 1914—1915 годах. Явился основоположником концепции проектирования и боевого применения дредноутов, линейных крейсеров, он был сторонником развития подводных и авианесущих боевых кораблей. Яростный сторонник создания и развития подводного флота Великобритании.
Впервые определил и ввел в геостратегию и стратегическую географию понятие «геостратегическая точка или объект», применительно к геополитическим интересам Британской империи.
Отчетливо понимал значение природных ресурсов в глобальной стратегии: «Кто владеет нефтью, тот правит миром».

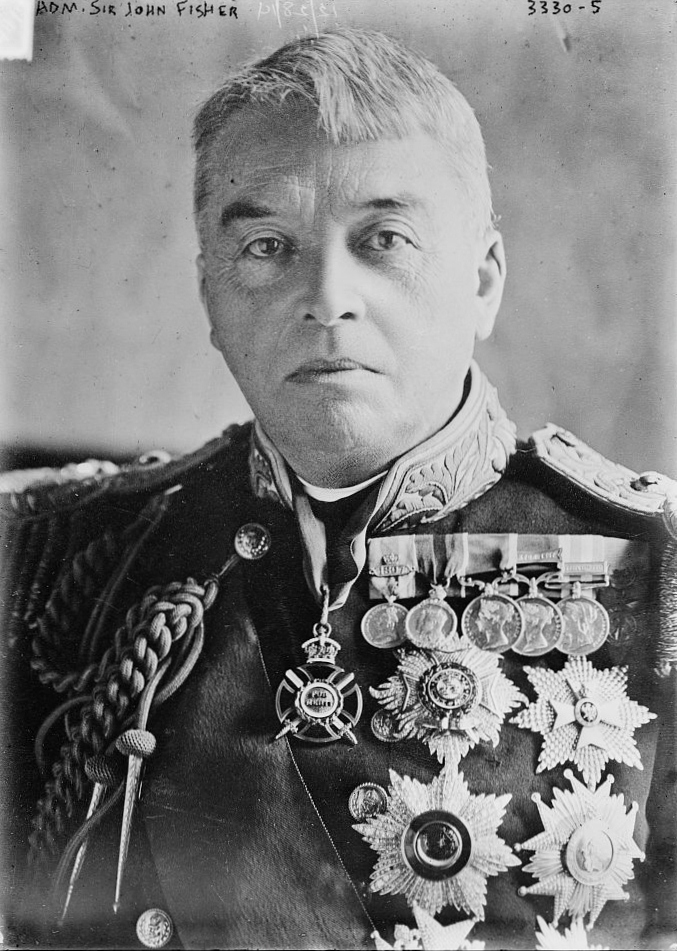
Джон Фишер, 1915 год

## Награды
- Кавалер ордена Бани (14.8.1882)
- Рыцарь-командор ордена Бани (26.5.1894)
- Рыцарь большого креста ордена Бани (26.6.1902)
- Кавалер ордена Заслуг (27.6.1905)
- Орден святого Александра Невского (23.11. 1908)[2]

## Взгляды
- Фишер был яростным сторонником технических новшеств на британском военно-морском флоте, в том числе перехода на жидкое топливо. Он понимал, что можно будет добиться большей скорости, эффективности и маневренности. «Жидкое топливо, — писал он в 1901 году, — произведет настоящую революцию в военно-морской стратегии. Это дело чрезвычайной государственной важности». Фишер обеспечил поддержку адмиралтейства персидским нефтяным концессиям. Фишеру удалось убедить в этом и своего преемника на посту первого лорда адмиралтейства — Уинстона Черчилля. К лету 1914 года британский военно-морской флот был полностью переведен на жидкое топливо, а британское правительство стало владельцем контрольного пакета акций Англо-персидской компании[3].
- Фишер полностью разделял геополитические взгляды А. Мэхэна и Ф. Коломба, базирующиеся на завоевании господства на море, как главного условия победы в войне, достигаемого полным уничтожением неприятельского флота в генеральном сражении линейных кораблей. Эти взгляды проявились в его влиянии на разработку военно-морской доктрины и программы военного кораблестроения Англии.

## Труды
- Fisher, John Arbuthnot Fisher, Baron. Records, by the Admiral of the Fleet, Lord Fisher London, New York [etc.]: Hodder and Stoughton, 1919.